# Beli Potok pri Lembergu
Beli Potok pri Lembergu is een plaats in Slovenië en maakt deel uit van de gemeente Šmarje pri Jelšah in de NUTS-3-regio Savinjska. De plaats telde 49 inwoners op 1 januari 2020.